# Franz Marc
Franz Marc (Monaco di Baviera, 8 febbraio 1880 – Verdun, 4 marzo 1916) è stato un pittore tedesco.
È considerato uno dei pittori più rappresentativi del XX secolo e uno dei più rilevanti rappresentanti dell'espressionismo tedesco.
È famoso per i suoi dipinti come: il cavallo blu e i grandi cavalli azzurri.

## Biografia

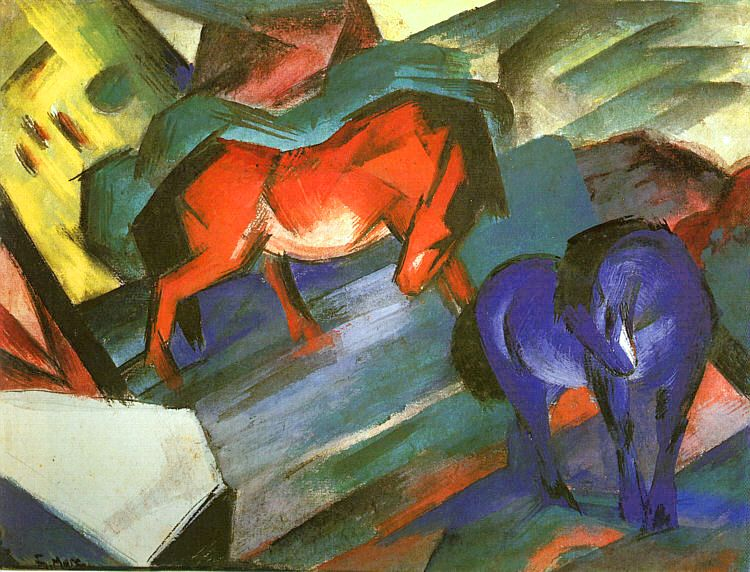
Cavalli rossi e blu

Franz nacque dal pittore Wilhelm Marc e da sua moglie Sophie Maurice, dalla quale ricevette una severa formazione calvinista insieme a suo fratello Paul. Per breve tempo coltivò l'idea di diventare pastore. Nel 1899 iniziò gli studi alla facoltà di filosofia all'Università Ludwig Maximilian di Monaco, ma nel 1900 decise di iscriversi all'Accademia delle belle arti di Monaco e di darsi alla pittura e allo sport.
Fece diversi viaggi; i più importanti per lui furono i due soggiorni a Parigi del 1903 e del 1907. Tornato dalla prima visita, Marc lasciò l'accademia. La seconda esperienza lasciò tracce ancora più evidenti con lo studio dell'opera di Van Gogh. Nel corso di questi anni dipinse prevalentemente paesaggi e ritratti, lavorando tra Monaco, Indersdorf e Kochel; si dedicò anche all'illustrazione di libri e diede lezioni private per sostentarsi.
Nel 1910 Marc sì trasferì a Sindelsdorf e saldò importanti amicizie con August Macke, Helmut Macke e il figlio del noto collezionista Bernhard Koehler, che diverrà un sistematico acquirente delle sue opere. Nello stesso anno tenne la sua prima mostra personale presso la Kunsthandlung Brakl di Monaco ed entrò in contatto con i membri della Neue Künstlervereinigung München (NKM) dopo aver visitato la loro mostra presso la Galerie Tannhauser. Riuscì infine ad entrare nel gruppo, venendo così a contatto con i suoi principali esponenti: Vasilij Kandinskij, Alexej von Jawlensky, Alfred Kubin, Alexander Kanoldt e Marianne von Werefkin.
Questa esperienza durò solamente un anno, perché quando alla terza mostra del gruppo la giuria rifiutò l'opera astratta di Kandinskij Komposition V, Marc e Kandinskij abbandonarono la NKM, fondando alla fine del 1911 Der Blaue Reiter (Il cavaliere azzurro), gruppo artistico che si proponeva di pubblicare annualmente l'omonimo almanacco. Uscì un solo numero nel 1912, alla cui redazione presero parte anche Macke e Paul Klee. Marc prese parte alla mostra del gruppo che si tenne a Monaco il 18 dicembre 1911. Nello stesso anno sposò a Londra la pittrice Maria Franck. Partecipò in seguito a tutte le mostre del gruppo e nel 1913 anche a quella di Berlino nella galleria “Der Sturm” nell'ambito del “Primo salone autunnale tedesco”, dove espose importanti quadri dell'ultima produzione che ottennero grande successo.
Nel 1912 venne invitato a far parte del comitato organizzativo del "Sonderbund", a Colonia. Qui ebbe anche occasione di visitare una mostra dedicata al futurismo. Per qualche tempo soggiornò in Tirolo, prima di stabilirsi a Ried nel 1914, nei pressi di Benediktbeuern (Baviera).
Nel 1914, allo scoppio della prima guerra mondiale, Marc si arruolò come volontario. Al fronte realizzò schizzi e aforismi, raccolti nei volumi Briefe aus dem Felde e Aufzeichnungen und Aphorismen. Nel 1916 fu esentato dal servizio militare per meriti artistici, ma proprio nell'ultimo giorno di servizio, il 4 marzo, mentre stava compiendo una ricognizione a cavallo, cadde colpito da due schegge di granata nei pressi di Verdun. Fu sepolto a Gussainville fino al 1917, quando la moglie Maria ne trasferì le spoglie a Kochel am See.

## Stile
Marc cerca di entrare in sintonia con le scosse panteistiche e gli avvallamenti di sangue nella natura, negli alberi, negli animali, nell'aria.
Egli vede nell'animale una metafora di purezza e innocenza; usa isolare la creatura in un contesto rurale. Il suo obiettivo è l'"animalizzazione dell'arte". Di conseguenza, esamina in dettaglio i "meccanismi interni" degli animali: questo ha portato a riflettere su come un cavallo, un'aquila, un capriolo o un cane vedono il mondo e al tentativo di proporre l'immagine del paesaggio così come visto dall'animale invece che come lo vediamo noi con i nostri occhi.
D'altra parte, i suoi obiettivi non sono la ricerca della linea di un dipinto animale specifico. Egli cerca uno stile buono, puro e chiaro in cui almeno una parte di ciò che ha da dire possa emergere completamente.
Marc dà grande importanza al colore: a questo proposito afferma che quasi tutti i tedeschi commettono l'errore di riprodurre il colore che un oggetto prende esposto alla luce, mentre il colore è qualcosa di diverso che con la luce, intesa come illuminazione, non ha niente a che fare.
Blu è il principio maschile e spirituale. Giallo è il principio femminile, gentile, allegro e sensuale. Il rosso, brutale e pesante, deve essere combattuto e superato dagli altri due.

## Opere

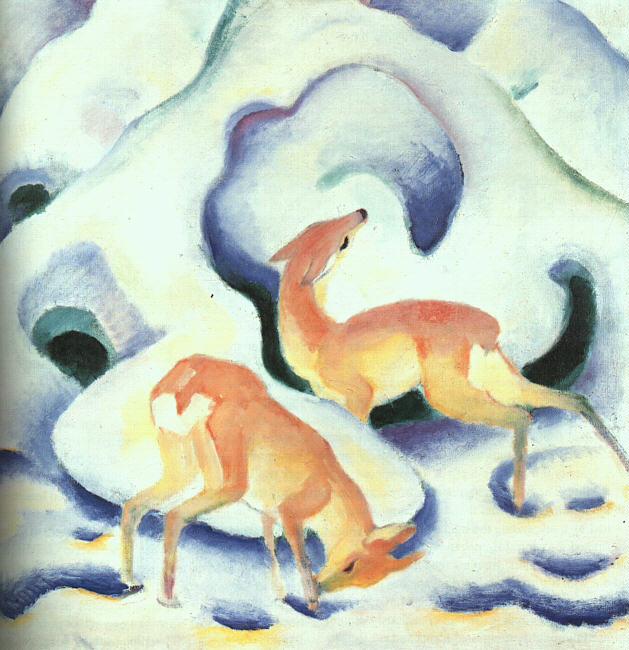
Cervi nella neve (1911)

Marc dipingeva animali che avevano per lui valore simbolico, espressione divina come il colore. All'inizio influenzato da van Gogh, in seguito dall'orfismo parigino.
- 1910-11: Cane accucciato sulla neve - Städelsches Kunstinstitut, Francoforte sul Meno
- 1911: Cavallo blu secondo - Städtische Galerie im Lenbachhaus, Monaco
- 1911: Cervi nella neve - Städtische Galerie im Lenbachhaus, Monaco
- 1911: Mucca gialla - Solomon R. Guggenheim Museum, New York
- 1911: Volpe blu e nera - Von Der Heydt Museum, Wuppertal
- 1911: I grandi cavalli azzurri - Walker Art Center, Minneapolis
- 1912: Il cavaliere azzurro e il suo cavallo - Bayerische Staatsgemäldesammlungen, Monaco
- 1912: Il sogno - Museo Thyssen-Bornemisza, Madrid
- 1913: Sotto la pioggia - Städtische Galerie im Lenbachhaus, Monaco
- 1913: Destini di animali - Kunstmuseum Basel, Basilea
- 1914: Paesaggio con casa e due mucche (noto anche come paesaggio con casa, cane e bovini)

## Epistolari
- Franz Marc - Else Lasker-Schüler, Lettere al cavaliere azzurro, traduzione di Giuliano Baioni e Paolo Scibelli, A cura e con la Prefazione di Peter-Klaus Schuster, Collana Saggi n.754, Torino, Einaudi, 1991.